# Districte de Mamers
El Districte de Mamers és un dels tres districtes amb què es divideix el departament francès del Sarthe, a la regió del País del Loira. Té 16 cantons i 202 municipis. El cap del districte és la sotsprefectura de Mamers.

## Cantons
cantó de Beaumont-sur-Sarthe - cantó de Bonnétable - cantó de Bouloire - cantó de Conlie - cantó de La Ferté-Bernard - cantó de Fresnay-sur-Sarthe - cantó de La Fresnaye-sur-Chédouet - cantó de Mamers - cantó de Marolles-les-Braults - cantó de Montfort-le-Gesnois - cantó de Montmirail (Sarthe) - cantó de Saint-Calais - cantó de Saint-Paterne - cantó de Sillé-le-Guillaume - cantó de Tuffé - cantó de Vibraye